# Sałmanowo
Sałmanowo (bułg. Салманово) – wieś w północno-wschodniej Bułgarii, w obwodzie Szumen, w gminie Szumen. Według danych Narodowego Instytutu Statystycznego, 31 grudnia 2011 roku wieś liczyła 746 mieszkańców.

## Położenie
Sałmanowo znajduje się w pobliżu rzeki Golama Kamczija.